# Кроу, Тоня
Тоня Кроу (англ. Tonya Crowe, род. 24 января 1971) — американская телевизионная актриса. Кроу известна благодаря роли Оливии Каннингем, проблемной дочери Эбби (Донна Миллз), в прайм-тайм мыльной опере CBS «Тихая пристань», где она снималась с 1980 по 1990 год, появляясь в 123 эпизодах. На момент ухода из сериала ей лишь исполнилось 18 лет. Кроу также появилась в мини-сериале 1997 года «Тихая пристань: Возвращение в тупик», повторив свою роль. В дополнение она снялась в нескольких телефильмах и появилась в ряде сериалов 1980-х годов.
Кроу за свою карьеру десять раз номинировалась на премию «Молодой актёр», выиграв одну статуэтку в 1989 году (за телесериал Тихая пристань»). Также она выиграла три последовательные премии «Дайджеста мыльных опер» как лучшая актриса второго плана прайм-тайм мыльной оперы.